# جيمس روبرت طومسون الابن
جيمس روبرت طومسون (بالإنجليزية: James R. Thompson, Jr.)‏ (ولد في 6 مارس 1936) هو المدير الخامس لمركز مارشال لبعثات الفضاء الموجود في هنتسفيل من تاريخ 29 سبتمبر 1986 حتى 6 يوليو 1989 ثم نائبًا لمدير وكالة ناسا حتى 8 نوفمبر 1991.